# Kabinett Bonomi II
Das Kabinett Bonomi II regierte das Königreich Italien vom 18. Juni 1944 bis zum 12. Dezember 1944. Es löste das Kabinett Badoglio II ab und wurde von Ministerpräsident Ivanoe Bonomi angeführt.

## Entstehung und Entwicklung
Das Kabinett Bonomi II war das 62. Kabinett des Königreiches und fünf Monate und 27 Tage im Amt. Die Allparteienregierung wurde von der Democrazia Cristiana, Partito Comunista Italiano, Partito Socialista Italiano di Unità Proletaria, Partito Liberale Italiano, Partito Democratico del Lavoro und Partito d’Azione gestützt.
Nach der Befreiung Roms durch die Alliierten am 6. Juni 1944 trat Badoglio zurück, um von Kronprinz Umberto, der von König Viktor Emanuel III. als Statthalter ernannt worden war, erneut mit der Regierungsbildung beauftragt zu werden. Der von Churchill hofierte Badoglio wurde jedoch vom Nationalen Befreiungskomitee zum einen wegen seiner kompromittierenden Rolle im faschistischen Regime und zum anderen wegen seiner alleinigen Wahl durch den Kronprinzen abgelehnt. Stattdessen setzte das von allen antifaschistischen Parteien getragene Komitee am 8. Juni die Nominierung ihres Präsidenten Ivanoe Bonomi als neuer Ministerpräsident durch.
Die am 12. Juni vereidigte Regierung unter Ministerpräsident Bonomi nahm am 18. Juni ihre Arbeit auf, nachdem die Alliierten ihr Placet zum Ausdruck gebracht hatten. Regierungssitz war zunächst Salerno, erst Mitte Juli zog das Kabinett nach Rom um. Bonomi stand vor der schwierigen Aufgabe, die von konservativen und progressiven Kräften gestützte Regierung zusammenzuhalten. Zu Hilfe kam ihm dabei, dass die kommunistische Partei unter Palmiro Togliatti im April 1944 in der sogenannten Wende von Salerno verkündet hatte, die monarchistischen Kräfte im Kampf gegen den Nazifaschismus zu unterstützen und die Frage der zukünftigen Staatsform hintanzustellen. In diesem Sinne beschloss die Regierung am 25. Juni 1944 eine verfassungsgebende Versammlung nach der vollständigen Befreiung des Landes einzuberufen. Als eine der ersten Aufgaben wurde der Beitrag der Partisanen im Kampf um die nationale Einheit anerkannt.
Die Regierung Bonomi zerstritt sich innerhalb weniger Monate an der Frage, wie mit den ehemaligen Faschisten umzugehen sei. Während sich die Parteivorsitzenden Saragat (Sozialisten), Togliatti (Kommunisten) und Cianca (Aktionisten) für eine radikale Säuberung des Staatsapparates aussprachen, vertraten Bonomi und die übrigen Koalitionspartner eine sehr zurückhaltende Politik in dieser Frage. Als aus Protest darüber einige Regierungsmitglieder zurücktraten, reichte Bonomi am 25. November seinen Rücktritt ein. Nach einer Regierungsumbildung stellte er am 12. Dezember 1944 das Kabinett Bonomi III vor.

## Minister

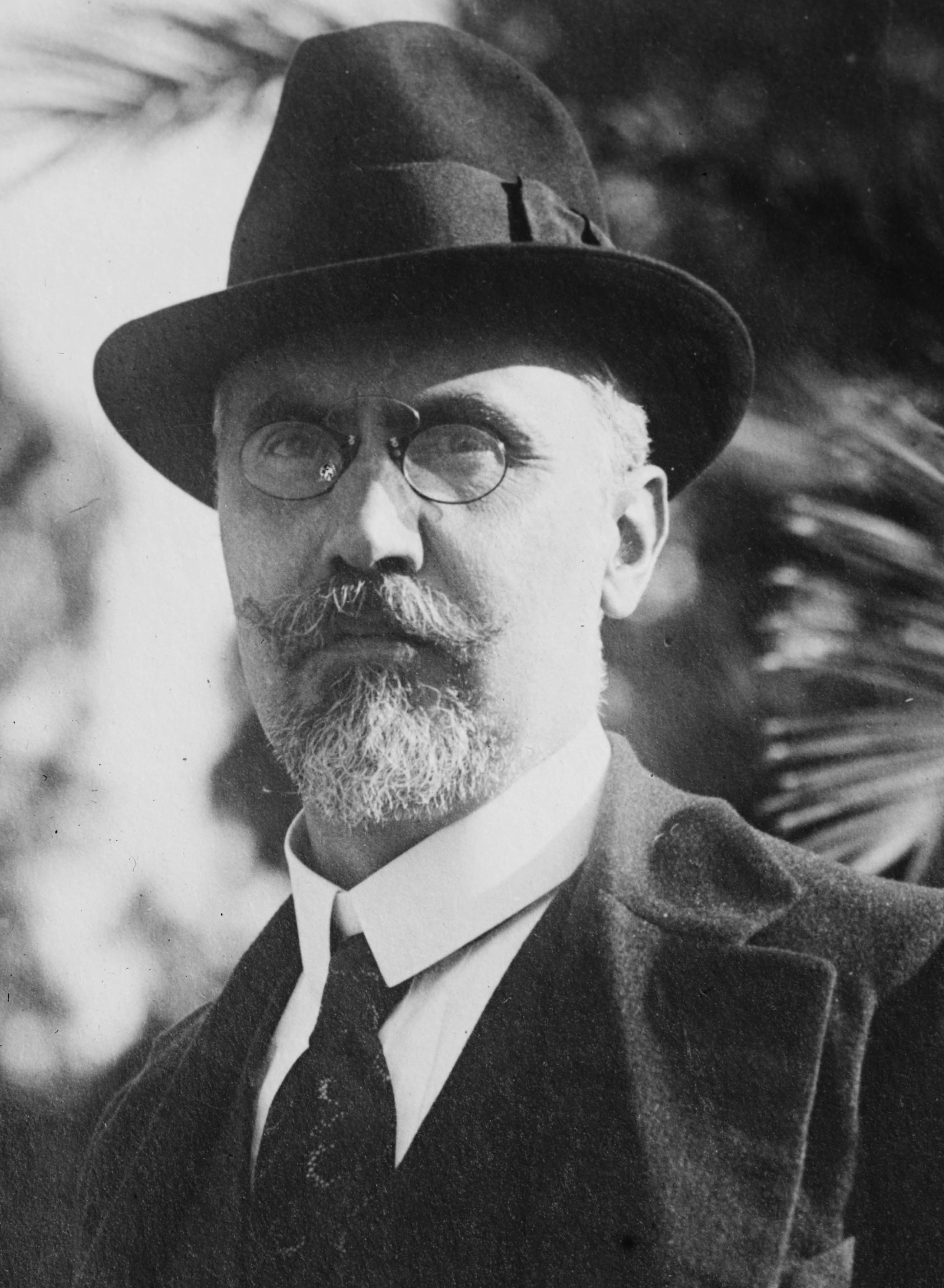
Ivanoe Bonomi

| Ministerien                       | Name                                                 |
| --------------------------------- | ---------------------------------------------------- |
| Ministerpräsident                 | Ivanoe Bonomi                                        |
| Äußeres                           | Ivanoe Bonomi (geschäftsführend)                     |
| Inneres                           | Ivanoe Bonomi                                        |
| Justiz und Kirchenangelegenheiten | Umberto Tupini                                       |
| Krieg                             | Alessandro Casati                                    |
| Marine                            | Raffaele de Courten                                  |
| Finanzen                          | Stefano Siglienti                                    |
| Schatz                            | Marcello Soleri (ab 22. Juni 1944)                   |
| Öffentliche Arbeiten              | Pietro Mancini                                       |
| Bildung                           | Guido De Ruggiero                                    |
| Land- und Forstwirtschaft         | Fausto Gullo                                         |
| Industrie, Handel und Arbeit      | Giovanni Gronchi                                     |
| Kommunikation                     | Francesco Cerabona                                   |
| Italienisches Afrika              | Ivanoe Bonomi (geschäftsführend)                     |
| Luftfahrt                         | Pietro Piacentini                                    |
| ohne Geschäftsbereich             | Alberto Cianca                                       |
| ohne Geschäftsbereich             | Benedetto Croce (bis 26. Juli 1944)                  |
| ohne Geschäftsbereich             | Alcide De Gasperi                                    |
| ohne Geschäftsbereich             | Meuccio Ruini                                        |
| ohne Geschäftsbereich             | Giuseppe Saragat                                     |
| ohne Geschäftsbereich             | Carlo Sforza                                         |
| ohne Geschäftsbereich             | Palmiro Togliatti                                    |
| ohne Geschäftsbereich             | Nicolò Carandini (vom 27. Juli bis 25. Oktober 1944) |